# Апокаліпсис сьогодні
«Апока́ліпсис сього́дні» (англ. Apocalypse Now, дослівний переклад назви — «Апокаліпсис тепер») — кінофільм про війну у В'єтнамі. Фільм зняв Френсіс Форд Коппола за власним сценарієм за участі Джона Міліуса та Майкла Герра, який був написаний за мотивами роману Джозефа Конрада «Серце темряви». Фільм нагороджено «Золотою пальмовою гілкою» — головним призом Каннського кінофестивалю, і премією «Оскар» за найкращу операторську роботу. «Я впевнений, що створив витвір мистецтва і не міг зробити краще», — сказав Френсіс Коппола про цей фільм.
Головна сюжетна лінія фільму — розповідь про капітана американської армії (Повітряно-десантна дивізія) Вілларда, якого відрядили у джунглі Камбоджі, щоб знищити божевільного полковника Курца, котрий командує загоном із місцевих жителів і звинувачується у вбивстві офіцерів союзницької південнов'єтнамської армії. Під час подорожі з Віллардом відбувається багато дивних подій і, під впливом навколишніх обставин, він у міру наближення до мети поступово втрачає відчуття реальності та перестає розуміти, що йому робити далі. Багато хто з кінокритиків вважають, що фільм, як і новела Джозефа Конрада, веде глядача далеко вглиб людської психіки, а війна є лише фоном для прояву тих людських якостей, які зазвичай не лежать на поверхні.
Капітана Вілларда у фільмі грає Мартін Шин, полковника Курца — Марлон Брандо. Також можна виділити яскраві персонажі Дениса Гоппера (напівбожевільний фотожурналіст-філософ у Курцовім таборі) і Роберта Дювала (ексцентричний командир «повітряної кавалерії» підполковник Кілгор). В епізодичних ролях залучені кілька інших відомих акторів, таких, як Гаррісон Форд і Лоуренс Фішберн.
Фільм став широко відомий у пресі задовго до його випуску через довгий та важкий знімальний процес. Дружина Копполи Елеонор пізніше написала книгу, в якій розповідала про те, як знімався фільм; вона також брала участь у створенні документального фільму «Серце темряви: Апокаліпсис творця фільму», що розповідає про створення фільму «Апокаліпсис сьогодні».
На 1 березня 2024 року фільм займав 56-ту позицію у списку 250 кращих фільмів за версією IMDb.

## Передісторія
Сценарій для фільму спочатку написав Джон Міліус, який пізніше став відомим як режисер фільмів «Вітер та лев» і «Червоний світанок». Міліус розповідав, що написати сценарій його надихнули слова професора, у якого він навчався: професор стверджував, що нікому ще не вдавалося зняти хороший фільм за романом «Серце темряви», попри те, що спроби зробити це робили такі митці, як Орсон Веллс і Річард Брукс. Сценарій Міліуса зовсім не передбачав, що фільм стане антивоєнним, як це згодом сталося. Міліус дотримувався політично правих поглядів, і сценарій фільму містив кілька монологів, у яких полковник Курц вихваляв переваги війни й способу життя воїна. Назву фільму «Апокаліпсис сьогодні» (буквально «Апокаліпсис тепер») спочатку Міліус сприймав як цинічну відповідь лозунгу хіппі «Нірвана зараз!».
Спочатку передбачалося, що стрічку зніматиме Джордж Лукас, який був у той час протеже Копполи на студії «American Zoetrope». Коппола заснував цю студію як альтернативу основним голлівудським студіям і планував використовувати її для підтримки молодих режисерів, які нещодавно закінчили режисерські школи та курси. Війна у В'єтнамі була саме тоді у розпалі і початковий план полягав у тому, щоб знімати картину безпосередньо у В'єтнамі, на партизанський манер. Однак компанія «Warner Brothers», у якої був договір з «Zoetrope», відмовилася фінансувати такий проєкт, мотивувавши це як і сумнівами в комерційному успіхові фільму, так і міркуваннями безпеки — ризик у тому, що творці фільму постраждають при зніманні у зоні бойових дій, був чималий. Лукас пізніше стверджував, що й сама студія «Zoetrope» дивилась на цей проєкт як на «навіжений», та й до нього самого і його колег по проєкту ставилися так само.
Однак ідея зняти фільм за сценарієм Міліуса не полишала Копполу і через кілька років він вирішив знімати фільм сам. Ходили чутки, що це викликало деякі тертя між ним і Лукасом, який став на той час успішним і дуже відомим — спочатку завдяки фільму «Американські графіті», а потім блокбастеру «Зоряні війни». Коппола вирішив знімати фільм повністю на власні кошти, використовуючи гроші, зароблені на зніманні двох «Хрещених батьків», та взявши кредит у банку. Він надавав великого значення тому, щоб у його руках був повний контроль над створенням фільму, і ніхто не обмежував свободу його творчості.

## Знімальний процес
Коппола значно доопрацював сценарій згідно зі своїм баченням теми, вилучивши з нього безліч діалогів у стилі мачо і змінивши кінцівку. У кінцівці Міліуса Віллард і Курц об'єднуються, щоб протистояти повітряній атаці американців на селище полковника; село знищується масовим бомбардуванням і поранений Курц умирає на руках Вілларда. Коппола відкинув такий фінал як занадто спрощений. Кінцівка переписувалась безліч разів уже в процесі знімання фільму, в результаті більша частина ролі Курца стала імпровізацією Марлона Брандо. Закадровий текст картини написав уже в процесі монтажу Майкл Херр, який до цього, будучи військовим кореспондентом у В'єтнамі, написав документальну книгу «Dispatches».
«Апокаліпсис сьогодні» став першою спільною роботою Копполи та оператора Вітторіо Стораро, що зняв до того моменту кілька фільмів з Бернардо Бертолуччі.
Фільм знімали з березня 1976 року по серпень 1977 року на Філіппінах, здебільшого на річці Пагсаньян. Історія його створення стала майже легендою, через тривалий час знімання і численні труднощі, які постійно доводилося долати. Фільм обійшовся значно дорожче, ніж це було заплановано, та й знімали його набагато довше від початкового розкладу.
Американський уряд і військове командування, бачачи, що Коппола збирається зняти фільм, який не збігається з офіційним поглядом на війну у В'єтнамі, відмовилися будь-яким чином допомагати у зніманні стрічки. Коппола знайшов підтримку в уряду Філіппін, який тоді мав непрості стосунки з США, — і філіппінські збройні сили погодилися надати вертольоти разом із пілотами. Позаяк пілоти погано уявляли собі знімальний процес, знадобився деякий час, щоб пояснити їм, що від них вимагається. У цей час уряд Філіппін вів бойові дії проти повстанців і досить часто, в той момент, коли пілоти були готові розпочати знімання, їх відкликали для участі в цих боях. Потім військове командування надсилало вертольоти знову, але в них були вже інші пілоти, яких потрібно було навчати заново. Неодноразові спроби Копполи пояснити філіппінським генералам, що потрібно надсилати одних і тих самих пілотів, не мали успіху. В результаті сцену вертолітної атаки на в'єтнамське село, яка займає у фільмі близько 15 хвилин, знімали протягом декількох місяців.
Невдовзі після початку знімання більшість побудованих декорацій були зруйновані раптовим тайфуном. Довелося будувати їх заново, що призвело до значних матеріальних та часових витрат.
Головну роль повинен був грати Гарві Кейтель, однак, коли Коппола відзняв певну кількість епізодів, гра Кейтеля йому зовсім не сподобався, і останнього було замінено на Мартіна Шина; вже відзняті сцени довелося перезнімати.
У процесі знімання страждань капітана Вілларда в готелі Сайгона Коппола прагнув до максимальної правдоподібності, сам Шин також підтримував його в цьому, занурюючи себе в депресію й навмисно зловживаючи спиртним. Більшість сцен у готелі знято, коли Мартин Шин насправді був п'яний і не звертав уваги на те, що його знімають. Це все призвело до того, що в Шина стався інфаркт, який трохи не став смертельним. Йому знадобилося декілька тижнів, щоб відновитися й повернутися до роботи, і в цей час Коппола подумував навіть про те, щоб згорнути знімання фільму. Коли знімання поновили, Шина прагнули сильно не навантажувати, і в довгих сценах Мартіна підмінював його брат Джо Естевес, який був схожий на Шина, і зовні, й голосом. Пізніше він також записав деякі з діалогів фільму.
Другу головну роль повинен був зіграти Марлон Брандо. Його участь була потрібна тільки в фіналі фільму, тому Коппола домовився з Брандо, що той прибуде на Філіппіни до цього моменту. Коппола вимагав, щоб Брандо схуд (бо його персонаж описується як хворобливий і виснажений) і прочитав книгу Джозефа Конрада. Коли Брандо приїхав на зйомки, з'ясувалося, що він не тільки не схуд, але ще більше погладшав, і не прочитав не тільки книги Конрада, але навіть і сценарію фільму. У нього було небагато часу для знімання і він відмовлявся вчити текст своєї ролі. Практично всі монологи Курца були чистою імпровізацією Брандо, і Копполі довелося змиритися з цим. Щоб повнота Брандо не так впадала в око, Коппола знімав переважно його обличчя, все інше залишалося в затінку чи в темряві.
Відоме висловлювання Копполи про зйомки: «Ми робили цей фільм приблизно так само, як американці вели війну — нас було занадто багато, ми витрачали занадто багато грошей, і потроху їхали з глузду». Що Коппола вклав у виробництво фільму свої кошти, він відчував безпрецедентний тиск — у випадку, якщо фільм не було б закінчено у прийнятні строки або він виявився б комерційно неуспішним; режисер опинився перед реальним ризиком фінансового краху й банкрутства. Як описує Елеонор Коппола в документальному фільмі «Серце темряви: Апокаліпсис творця фільму», шлюб Копполи за час знімання практично розпався, а сам Коппола пережив серйозний нервовий зрив.
Коли знімання було закінчено, Коппола привіз до Голлівуда більше семи тонн кіноплівки, на перегляд усього відзнятого матеріалу було потрібно близько 15 годин. Через це монтаж фільму, який зазвичай займає близько півроку, розтягнувся на майже дворічний термін. Коли був готовий перший варіант фільму, виявилося, що він триває більше ніж п'ять годин, і для прокату потрібно сильно скоротити його тривалість. Коппола згадував, що це був дуже важкий для нього процес, доводилося викидати цілі сюжетні лінії, на знімання котрих було витрачено багато часу, сил і коштів. Врешті решт Коппола змонтував тригодинний варіант фільму, який показано на фестивалі в Каннах у 1979 році як «незакінчена робота». Картина мала приголомшливий успіх і завоювала головний приз фестивалю — «Золоту пальмову гілку». На прес-конференції в Каннах Коппола сказав: «Мій фільм — не про В'єтнам; він і є В'єтнам».
Перед випуском фільму в широкий прокат Копполі довелося ще трохи скоротити фільм — версія, що вийшла у прокат йшла приблизно дві з половиною години. Прокат фільму приніс високі касові збори як у США, так і в інших країнах — разом близько 100 мільйонів доларів.

## Сюжет
На початку фільму немає ні назви, ні титрів. Глядач чує приглушений гул гелікоптера, який стає щораз виразніший, і бачить військові сцени — бомбардування лісу, безліч вибухів; лунає композиція «The End» групи The Doors. На цьому тлі поступово з'являється обличчя людини — головного героя, від імені якого оповідає голос за кадром.
Дія відбувається в 1969 році, на піку В'єтнамської війни. Капітан американської армії (Airborn) Бенджамін Віллард — ветеран спецпідрозділу, пригнічений внутрішніми проблемами, не пристосований більше до мирного життя — живе в готелі в Сайгоні, чекаючи наступного завдання. Він зловживає алкоголем, віддається спогадам, — іноді в гніві розбиває меблі в номері, інколи плаче. Одного дня до нього приходять декілька офіцерів і наказують йти з ними в штаб. Там офіцери на чолі з генералом розповідають Вілларду про нове завдання: знайти в джунглях Камбоджі колишнього полковника американської армії Волтера Курца, який служив раніше в спеціальних військах (Зелені берети). Вони стверджують, що полковник Курц дезертував, з'їхав з глузду, наразі командує групою місцевих жителів у джунглях нейтральної Камбоджі, які шанують його, як бога. За їхніми словами, Курц зі своїми людьми вбив кількох агентів розвідки Республіки В'єтнам (Південний В'єтнам). На підтвердження вони програють кілька розлогих радіозаписів, в яких Курц порівнює себе з равликом, що повзе по лезу бритви, в наступному записі він закликає вбивати не вбиваючи. На закінчення офіцери кажуть, що Віллард, знайшовши Курца, повинен убити його. Далі Віллард говорить про себе відому фразу — «Засуджувати за вбивство тут, на цій війні, так само безглуздо, як штрафувати за перевищення швидкості на перегонах Формули-1».
Віллард починає подорож угору по річці Меконг на патрульному катері. В екіпаж катера входять ще кілька різних людей: чорношкірий командир катера Філіпс; петті-офіцер третього класу Ленс Джонсон, найкращий серфінгіст кінця 50-х; механік Джей Гікс на прізвисько «Кухар»; і чорношкірий петті-офіцер 3-го класу Тирон, якого називають «містер Чистий», — 17-річний хлопець, який, за словами Вілларда, родом з «якоїсь дупи в Південному Бронксі».
Катер прибуває спочатку в «посадкову зону», де базується гелікоптерний підрозділ — так звана «повітряна кавалерія», якою командує ексцентричний підполковник Білл Кілгор [2]. Він має допомогти екіпажу катера в проході через зону активних бойових дій. Команді треба піднятися вгору по річці в певну точку, але підполковника це місце не влаштовує — воно добре укріплене. Однак, несподівано підполковник Кілгор дізнається, що прибув Ленс Джонсон, який добре знаний як найкращий серфінгіст на узбережжі Каліфорнії. За можливість покататися на дошці разом зі знаменитістю підполковник тут таки міняє військові плани, зовсім попри можливі людські втрати. Він вирішує просто захопити село, знищивши будь-який опір, а потім весело покататися на двометровій хвилі. Наявність трупів у селі і на пляжі його не бентежить. Наступного дня, рано вранці повітряна кавалерія починає атаку на пляж і село поряд із ним. Ця сцена вражає гостротою передачі сцен бою. Методично і безглуздо, поселення з усіма його жителями знищують гелікоптери з повітря, тільки через мізерну примху однієї людини. При евакуації пораненого до гелікоптера підбігає жінка й кидає всередину пакунок із бомбою — гелікоптер вибухає, а її саму розстрілюють. Як звуковий супровід неймовірно виразно в цій сцені використано заголовну тему бою з опери Вагнера «Політ Валькірії». Коли гелікоптери придушують усі осередки опору в селищі та на пляжі, залишається розпачливий опір мешканців села з джунглів. Підполковник Кілгор викликає літаки, які випалюють усі довколишні джунглі напалмом. Підполковник радіє і звертається до Вілларда з відомою промовою:

Відчуваєш запах? Це напалм, синку. Більше ніщо у світі не пахне так.
Я люблю запах напалму зранку. Одного разу ми бомбили одну висоту дванадцять годин поспіль. І коли все закінчилося, я піднявся на неї. Там уже нікого не було, навіть жодного смердючого трупа. Тільки запах напалму! Весь пагорб був ним просякнутий. Це був запах … перемоги!
Коли-небудь ця війна закінчиться.

По мірі подорожі вгору по річці обстановка стає все похмурішою, і в головах людей відбувається те саме. Віллард вивчає досьє на Курца, отримане від офіцерів у штабі, читає його рапорти командуванню, листи дружині та синові і його інтерес до особистості Курца дедалі більше зростає. Це дійсно видатний офіцер з приголомшливою кар'єрою. По дорозі відбувається безліч інцидентів, які дедалі більше підкреслюють безглуздя їхньої місії: на Вілларда і Шефа в джунглях нападає тигр, коли вони йдуть на берег шукати манго — навіть джунглі проти цих чужих тут людей; незапланована перевірка в'єтнамського човна закінчується безглуздим і жорстоким убивством в'єтнамців після того, як дівчина робить різкий рух, а потім з'ясовується, що вона хвилювалася за своє цуценя. Гидка сцена прильоту Зірок «Плейбоя», коли скажені від сексуальної напруги й постійного психічного зриву, викликаного безглуздою бойнею, солдати беруть штурмом гелікоптер, на якому ледь встигають утекти «дівчата місяця». Ленс Джонсон приймає велику дозу ЛСД одразу після переправлення через зону бойових дій, внаслідок чого стає абсолютно неадекватним, зливаючись з наростаючим безумством того, що відбувається, і насолоджуючись його страшною красою. На лінії фронту Віллард зустрічає божевільного солдата на останньому рубежі американської армії на річці Меконг. Зранку він та його підрозділ будують міст, уночі безуспішно захищають цей міст і свої життя від нападу в'єтнамців. Вони майже не сплять і вже перестали боятися за свої життя. Вони просто божевільно роблять свою роботу, яку їм доручило командування. Дивлячись на всі ці замальовки з життя, Віллард щораз ліпше розуміє Курца і його погляди на життя, війну та конкретно на цю війну. «Тепер я знав кілька речей про Курца, яких не було в досьє», — говорить він в одному з епізодів.
Екіпаж катера не уникає втрат: спочатку, від кулі в'єтконгівця із засідки, гине Чистий, потім кинутий з берега спис потрапляє в командира Філіпса.
Після прибуття в поселення Курца Віллард зустрічає напівбожевільного фотожурналіста (його грає Денніс Гоппер), який розповідає про велич Курца і його філософії, яка спонукає людей іти за ним. Віллард залишає своїх людей на катері із вказівкою викликати бомбардувальники, якщо він не повернеться, а сам іде в село і через деякий час зустрічається з Курцом. Курц розповідає йому про свої філософські теорії, погляди на війну, людство, цивілізацію. Найвідоміший монолог Курца, в якому він згадує про один з епізодів, що стався з ним, коли він служив у спеціальних військах.

Я бачив жах… жах, котрий бачив і ти. Але в тебе немає права називати мене вбивцею. Ти можеш убити мене, в тебе є на це право. Але у тебе немає права судити мене. Людині неможливо пояснити словами, що таке потреба, якщо він не знає, що означає жах. Жах. Жах має своє обличчя… і жах повинен стати твоїм другом, інакше він стане твоїм ворогом, якого ти будеш боятися… найлютішим ворогом.
Я пам'ятаю, коли я служив у спеціальних військах… здається, це було тисячу століть тому… ми прийшли в одне село, щоб зробити щеплення дітям від полімієліта. Ми зробили це, й пішли, але — якийсь старий побіг за нами, він плакав і не міг до пуття нічого сказати. Ми повернулися в село, й побачили, що вони прийшли й відрубали всі руки, в які ми робили щеплення. Вони лежали в купці… купка маленьких дитячих рук. І я пам'ятаю… я… я плакав, я ридав, як якась баба. Мені хотілося вибити собі всі зуби, я не знав, що мені робити… І я хочу пам'ятати про це. Я не хочу забувати про це. І тоді я зрозумів… наче в мене хтось стрельнув, стрельнув алмазною кулею просто мені в лоба. І я думав: Боже мій, це геніально. Геніально. Воля, щоб зробити це — досконала, кришталево чиста. І я зрозумів, що вони сильніші за нас, тому що вони могли винести це. Це були не монстри, це були люди… треновані кадри. У них були сім'ї, у них були діти, їхні серця були сповнені любові… але в них була сила — сила, щоб зробити це. Якщо б у мене було десять дивізій таких людей, наші проблеми тут закінчилися б дуже швидко. Нам потрібні люди, що володіють високою мораллю, але в той самий час здатні мобілізувати свої первісні інстинкти і вбивати без почуття, без пристрасті, не намагаючись судити… не намагаючись судити. Тому що саме бажання судити приводить нас до поразки.

Слухаючи Курца, Віллард щоразу ліпше відчуває його, і розуміє, що в них обох немає ніякого виходу і способу повернутися до нормального життя. «Що подумали б його близькі, якщо б коли-небудь дізналися, наскільки далеко він одійшов від них?», — розмірковує Віллард. Йому натякають, що Курц бачить у ньому свого наступника. Сам Віллард розуміє, що Курц бажає померти, як воїн. І коли люди Курца виконують один зі своїх обрядів, приносячи в жертву бика, Віллард убиває Курца за допомогою мачете. Курц приймає смерть з гідністю. Вже вмираючи, він шепоче «жах… жах…», а поряд з ним Віллард знаходить надруковану доповідь, в якій рукою Курца написано «Скиньте Бомбу. Знищіть їх усіх!».
Люди, що оточували Курца, схиляються перед Віллардом і готові прийняти його як нового вождя. Але Віллард відкидає цю можливість, бо бачить, на прикладі Курца, що і цей шлях приводить у глухий кут. Він іде назад на катер і разом з Ленсом, що залишився живий, пливе по річці назад, зовсім не уявляючи, як жити далі. Повторюються передсмертні слова Курца — «жах… жах».

## Режисерська версія фільму
У 2001 році компанія Zoetrope Studios випустила режисерську версію фільму, під назвою «Апокаліпсис сьогодні повертається» (англ. Apocalypse Now Redux). У випуску цієї редакції також брав участь Віторіо Стораро, який придумав свій власний метод відновлення кольору на кіноплівці, щоб підготувати фільм до нового випуску. Стораро стверджує, що нова редакція фільму виглядає краще, ніж оригінальна.
Ця версія має тривалість 202 хвилини, до неї увійшли деякі спочатку вирізані при монтажі матеріали. Найважливіші з них:
- Кумедний епізод, в якому команда катера, на якому пливе Віллард, краде в підполковника Кілгора дошку для серфінгу.
- Після сцени з танцями дівчат із «Плейбою» наступний епізод, коли Віллард зі своєю командою зустрічають цих таки дівчат та їх продюсера у вертольоті в якому закінчилось пальне. Віллард домовляється про обмін двох бочок палива на дві години з дівчатами для своїх солдатів. Одна з дівчат розповідає історію свого життя і говорить про своє сприйняття ганьби та сексуальної експлуатації.
- Невдовзі після смерті містера Чистого команда наштовхується на каучукову плантацію, яку захищають французи, що колонізували ці місця багато років тому. Вони допомагають поховати Чистого й потім запрошують солдатів на обід, який триває довго й супроводжується різноманітними розмовами про війну, її причини та методи ведення. Потім Віллард залишається удвох із французькою вдовою, вони курять опіум і проводять разом ніч.
- У селищі Курца останній, оточений в'єтнамським дітьми, читає Вілларду статтю з журналу «Тайм» про в'єтнамську війну. Це єдина сцена, в якій Курц з'являється при денному світлі.

Нова версія викликала ще сприятливіші відгуки серед критиків, ніж оригінальна. Деякі шанувальники фільму критикували нову версію за те, що вона занадто довга й додає у фільм не так вже й багато нового в порівнянні з оригіналом. Коппола продовжує розповсюджувати, поряд з новою режисерською версією, і оригінальну: вони обидві присутні на DVD «Повне зібрання», який вийшов у серпні 2006 року.
Найзначніше поповнення у версії Redux — антиколоніальна лінія, представлена епізодами на французькій плантації. Ця делікатна для французів критика була вилучена з фільму в 1979 році, бо прем'єра фільму відбувалася на фестивалі в Каннах — у цей час Комуністична партія була провідною політичною силою у Франції і тема війни в Індокитаї була під забороною. У фільмі патріарх родини французьких колоністів говорить про позитивну сторону колонізації в Індокитаї (ці слова набувають іронічного відтінку через сварку навколо них) разом з тим звинувачує комуністичних активістів у Франції в зраді своїх військовиків під час першої війни в Індокитаї (В'єтнамська війна вважається другою).

## Альтернативні кінцівки
За законами Філіппін, після завершення знімання фільму всі декорації мали бути знищені. Коппола вирішив зруйнувати декорації за допомогою серії вибухів і зняти це на плівку, в надії так чи інакше використати ці кадри згодом. Коппола зі своїми співробітниками встановив кілька камер з різними об'єктивами й фільтрами і зняв вибухи з різних точок з різною швидкістю. На тлі цих кадрів в оригінальній версії фільму на 35-мм плівці йшли титри в кінці фільму і багато хто вважав це вказівкою на те, що Віллард усе-таки викликав бомбардувальники. Дізнавшись про таку реакцію, Коппола вирізав з кінцівки фільму ці кадри й залишив просто титри. Він заперечував, що бомбардування поселення Курца розглядалася як один з альтернативних варіантів закінчення фільму. У своєму коментарі на DVD Коппола стверджує, що це знімання повинно розглядатися як окремий міні-твір, що не має прямого стосунку до фільму.
У приватній бесіді, під час приїзду до Москви в 1979 році, Коппола розповідав, що в попередньому варіанті фіналу останнім кадром фільму повинен був стати наїзд камери (із загального плану на великий) на особу Вілларда, що виходить до аборигенів після вбивства полковника Курца. За первинним задумом режисера цей останній кадр повинен був перегукуватись з першим (котрого так і не зняли), яким фільм повинен був відкриватися: в режисерському сценарії збереглася згадка про шпаркий рух камери з космічного простору до Землі, до Південно-Східної Азії, до В'єтнаму, до Сайгону, до готелю, де на ліжку лежить Віллард, і спинитися камера мала на обличчі Вілларда (те, з чого зараз фільм і починається). У тій же бесіді Коппола пояснив, чому в картині немає і не повинно бути титрів; кожному глядачеві, що прийшов на перегляд у будь-якій точці планети, разом з квитком повинні вручити спеціальний буклет з докладною розповіддю про знімання фільму і з докладною інформацією про його авторів з переліком усіх членів знімальної групи. Не виключено, що Коппола в 1979 році дотримувався цього погляду тому, що саме тоді він активно спілкувався з режисером Годфрі Реджіо, котрий працював над створенням повнометражного документального фільму «Кояніскацці» і вважав, що «слово, на відміну від художнього образу, не сприяє встановленню контактів між людьми» (з приватної бесіди з Реджіо), а тому і стрічка «Кояніскацці» не повинна була містити жодних титрів і випускати в кінопрокат її треба разом зі спеціальним буклетом.
Існує декілька різних версій титрів у кінці фільму. Реліз фільму на плівці 70 мм не містить титрів у кінці (крім напису Copyright 1979 Omni Zoetrope), і в останніх кадрах фільму Віллард пливе на катері повз статую кам'яного ідола, яка поступово розчиняється в темряві. У версії на плівці 35 мм титри показуються на тлі вибухів. Нарешті, в останній з версій 1979 року, найпоширенішій, титри йдуть на чорному тлі. У версії Redux титри також показуються на чорному тлі, але при цьому лунає музика і чути звуки джунглів.

## Ролі виконували
- Мартін Шин — капітан Бенджамін Л. Віллард
- Марлон Брандо — полковник Волтер Куртц
- Фредерік Форрест — Джей «Шеф» Гікс, механік
- Сем Боттомс — Ленс Джонсон
- Ларрі (Лоуренс) Фішберн — Тайрон «Чистий» Міллер
- Альберт Гол — Джордж Філліпс, командир човна
- Роберт Дюваль — підполковник Кілгор[2]
- Денніс Гоппер — фотожурналіст
- Дж. Д. Спредлін — генерал-лейтенант Корман
- Джеррі Цісмер — Джері, особа у цивільному
- Гаррісон Форд — полковник Лукас
- Скотт Гленн — капітан Річард М. Колбі
- Коллін Кемп — дівчина «Плейбоя» («Міс травень»)[3]
- Синтія Вуд — «Дівчина року» журналу «Плейбой»[3]
- Лінда Карпентер — дівчина «Плейбоя»[3]
- Френсіс Форд Коппола — режисер на місці висадки
- Вітторіо Стораро — оператор на місці висадки
- Р. Лі Ермі — пілот гелікоптера
- Крістіан Маркан — Юбер де Маре (тільки в режисерській версії)
- Орор Клеман — Роксана Сарро (тільки в режисерській версії)
- Чарлі Шин — солдат (в титрах не зазначений)
- Марк Коппола — оповідач

## Команда
- Френсіс Форд Коппола — режисер, продюсер
- Джон Міліус, Френсіс Форд Коппола — сценарій
- Майкл Герр — дикторський текст
- Вітторіо Стораро — оператор-постановник
- Енріко Уметеллі — оператор
- Дін Тавуларіс — художник-постановник
- Річард Маркс — головний редактор
- Волтер Мюрх, Джеральд Бі Грінберг, Ліза Фрахтман — редактори
- Денніс Якоб — креативний консультант
- Дік Вайт, Фред Рексер молодший, підполковник у відставці Пітер Кама, Пол Грегорі, Річард Діогварді, Дуг Райан — військові консультанти
- Кармайн Коппола, Френсіс Форд Коппола — композитори
- Волтер Мерч — звукооператор
- Анжело Грем — художник
- Джордж Ар Нельсон — декоратор
- Чарльз І Джеймс, Денніс Ем Філл, Джордж Літтл, Ластер Бейлес, Норман Барза — костюми
- Джек Янг, Фред Сі Блау молодший — грим
- Джозеф Ломбарді, Ей Ді Флауерс — спецефекти (координатори групи)
- Джеррі Цайзмер, Ларрі Джей Франко, Тоні Брандт — асистенти режисера
- Фред Рус, Грей Фредріксон, Том Стернберг — співпродюсери
- Кім Обрі — продюсер режисерській версії

## Музика та вірші
У фільмі звучать уривки з таких творів:
- «The End» («Кінець») гурту The Doors. Композиція з дебютного альбому гурту якнайліпше узгоджується з темою безглуздого вбивства, піднятою у фільмі. Вона містить так звану Едипову частину, в якій убивця розправляється з власними батьками. Пісня у фільмі звучить два рази — на самому початку і під час епізоду з убивством Куртца. В останньому випадку можна чітко розібрати нецензурні викрики, які було ретельно завуальовано в альбомній версії;
- The Hollow Men" Томаса Стернза Еліота (TS Elloit);
- «I Can't Get No Satisfaction» гурту The Rolling Stones;
- «Love Me, and Let Me Love You» Роберта Дюволла;
- «The Ride of the Valkyrier» Ріхарда Вагнера з опери «Валькірія» («Die Walkure»), частини циклу «Кільце Нібелунга» («Der Ring des Nibelungen»), у виконанні Віденського симфонічного оркестру, диригент — сер Георг Шолті (Georg Solti);
- «Let the Good Times Roll» Леонарда Лі (Leonard Lee);
- «Suzie Q» («Сьюзі Кью») (Дейл Гокінс [Dale Hawkins], Ес Джей Льюіс [S. J. Lewis], Е. Бродвотер [E. Broadwater]) у виконанні Flash Cadillac;
- уривки з «Mnog Gar Music from Vietnam»;
- «Collection Musée De 1'Homme»;
- «Surfin' Safari» Браяна Вілсона (Brian Wilson) та Майка Лава (Mike Love).

Компанія Nonesuch Records випустила саундтрек до фільму. У сучасній редакції він являє собою подвійний компакт-диск на якому записано загалом 30 треків (повні версії пісень та уривки з фільму).

## Відгуки
«Апокаліпсис сьогодні» після прем'єри у 1979 році викликав безліч суперечливих відгуків у аудиторії — одні захоплено хвалили фільм, інші обсипали його лайкою. Деякі критики писали, що фільм занадто претензійний; інші казали, що фільм закінчується хтозна чим після розкішного першого акту. З іншого боку, Роджер Еберт, який оголосив «Апокаліпсис сьогодні» найкращим фільмом 1979 року і додав його у свій список великих фільмів, писав:

«Апокаліпсис сьогодні» — найкращий фільм про В'єтнам, і один з найбільших коли-небудь знятих фільмів, тому що він просувається набагато далі, ніж усі інші, в темні куточки людської душі. Він не стільки про війну, скільки про те, як війна витягує на поверхню таку правду про людей, якої б вони ніколи не дізнались.

У наші дні багато хто вважає фільм шедевром ери Нового Голлівуду. У списку «100 років — 100 фільмів», складеному Американським інститутом кінематографії (AFI), він займає 28 місце. Слова полковника Кілгора «Я люблю запах напалму вранці» займають 12 місце в списку AFI «100 років — 100 цитат із фільмів». 2002 року журнал «Сайт енд саунд» провів опитування кінокритиків, попросивши їх назвати найкращий фільм останньої чверті XX століття, і «Апокаліпсис сьогодні» опинився на першому місці. У списку 250 найліпших фільмів на сайті IMDb він займає 51 місце з рейтингом 8,4 з 10 (станом на 18 вересня 2018 року).
Довге та складне знімання фільму зробило його символом небезпеки, якої зазнає виробництво кіно, коли режисер має занадто великий контроль над усім процесом виробництва. Відтоді жоден масштабний кінопроєкт режисери не знімають самостійно.

## Фільм та книга
Хоча «Апокаліпсис сьогодні» знято за мотивами книги Джозефа Конрада «Серце темряви», він значно відхиляється од вихідного матеріалу. Дія новели Конрада, яку він написав із досвіду власних переживань, відбувається в Конго в XIX столітті. Курц і Марлоу (який у фільмі названий Віллардом) — обидва агенти бельгійської компанії, яка заготовляє слонову кістку й жорстоко експлуатує місцеві африканські племена. Коли Марлоу прибуває в поселення Курца, він виявляє, що людина, колись цивілізована й гуманна, з'їхала з глузду й повернулася в дикий, первісний стан, командуючи невеликим племенем місцевих жителів з використанням жорстоких методів (наприклад, паркан його поселення прикрашено людськими черепами). Новела закінчується тим, що Курц умирає на зворотному шляху, й оповідач розмірковує про річку, що тече без кінця «в серце неосяжної темряви».
Одне з основних змін у фільмі в порівнянні з новелою стосується мотивації головного персонажа. У Конрада Марлоу — просто стерновий катера, посланий до Курца, щоб забрати добуту слонову кістку, який поступово потрапляє під вплив сильної особистості Курца. Коли він виявляє, що Курц серйозно хворий, Марлоу вживає енергійних зусиль, щоб доставити його додому. У фільмі ж Вілларда послано, щоб убити Курца. Крім того, багато епізодів фільму, такі, як події коло моста До-Лунг, вертолітна атака, персонаж полковника Кілгора, не мають схожих образів у книзі й були цілком придумані авторами сценарію. Зовнішній вигляд Марлона Брандо в фільмі також сильно відрізняється від опису Курца в новелі — у Конрада Курц дуже худий і виглядає хворобливо. Однак, інші аспекти фільму — персонаж Дениса Гоппера, концепція Курца як лідера місцевого племені, яке шанує його, як бога, його малярійна гарячка, написаний ним вигук «Убий їх усіх!» і останні слова Курца «Жах… Жах…» практично слово в слово повторюють зміст книги Конрада.
Коппола стверджував, що багато епізодів фільму — атака на катер за допомогою стріл і списів, наприклад — зроблено з поваги до духу новели Конрада й, зокрема, до висловлюваної в ній критики основ сучасної цивілізації та прогресу. Хоча європейську колонізація Африки замінено у фільмі на американську інтервенцію, це не змінює змісту універсального послання книги.

## Нагороди та номінації
1979 Каннський кінофестиваль — «Золота пальмова гілка» та приз ФІПРЕССІ
1980 Премія «Оскар»
- Перемога — найкраща робота оператора — Вітторіо Стораро
- Перемога — найкращий звук
- Номінація — найкращий фільм
- Номінація — найкращий режисер — Френсіс Ф. Коппола
- Номінація — найкращий адаптований сценарій — Френсіс Ф. Коппола, Джон Міліус
- Номінація — найкраща чоловіча роль другого плану — Роберт Дюволл
- Номінація — найкращі декорації
- Номінація — найкращий монтаж — Ліза Фрухтман, Джеральд Б. Грінберг, Річард Маркс та Волтер Мерч

Широко поширена думка, що «Апокаліпсис сьогодні» не здобув премію «Оскар» за найкращий фільм у 1980 році лише тому, що за рік до цього «Оскар» дістався іншому фільму про в'єтнамську війну («Мисливець на оленів»), і що фільм, який отримав «Оскар» 1980 року («Крамер проти Крамера») набагато слабший, за «Апокаліпсис сьогодні».
1980 Премія «Золотий глобус»
- Перемога — найкращий режисер — Френсіс Ф. Коппола
- Перемога — найкраща чоловіча роль другого плану — Роберт Дюволл
- Перемога — найкраща музика до фільму — Кармайн Коппола, Френсіс Ф. Коппола
- Номінація — найкращий фільм (драма)

1980 Британська академія телебачення і кіномистецтва БАФТА
- Перемога — найкращий режисер — Френсіс Ф. Коппола
- Перемога — найкраща чоловіча роль другого плану — Роберт Дюволл
- Номінація — найкращий актор — Мартін Шин
- Номінація — найкраща робота оператора — Вітторіо Стораро
- Номінація — найкращий монтаж — Ліза Фрухтман, Джеральд Б. Грінберг, Річард Маркс та Волтер Мерч
- Номінація — найкращий фільм
- Номінація — найкращий саундтрек
- Номінація — найкраща робота художника-постановника
- Номінація — премія Ентоні Ескуіта за написання музики до фільму